# Dominique Valera
Dominique Valera (Lione, 18 giugno 1947) è un karateka e kickboxer francese, 10° dan di karate tradizionale e 9° dan di full contact.
Di origine spagnola, ha iniziato la pratica del karate di stile shotokan nel 1960 dopo 6 anni di judo ottenendo la cintura nera nel 1964 dal maestro giapponese Hiroo Mochizuki.
Nel 1974, dopo aver incontrato a Berlino  durante uno stage Bill Wallace, con il quale ebbe l'opportunità di allenarsi, scoprì il full contact e da quel momento si dedicò a tempo pieno a tale forma di combattimento, contribuendo a diffonderne la pratica nel vecchio continente. Campione riconosciuto a livello internazionale, 10 volte campione  d’Europa e campione del mondo a squadre nel 1972, ha ottenuto, fra karate tradizionale e full contact, 674 vittorie su 701 incontri sostenuti.
Dominique Valera ha lavorato anche nel cinema al fianco di Alain Delon, Michel Serrault e Johnny Hallyday.